# Maurice Raes
Maurice Raes (Heusden, 17 gennaio 1907 – Gentbrugge, 23 febbraio 1992) è stato un ciclista su strada e ciclocrossista belga, vinse la Liegi-Bastogne-Liegi nel 1927 e salì altre due volte sul podio (secondo nel 1927 e terzo ne 1928), ottenne numerose vittorie in carriera destreggiandosi soprattutto nelle tipiche kermesse e criterium del Belgio.

## Carriera
Corse quasi sempre come indipendente, nel 1927 si aggiudicò la decana delle corse in linea, la Liegi-Bastogne-Liegi e concluse al secondo posto della categoria indipendenti il Campionato belga di ciclismo su strada. Confermò la sua predisposizione per la grande classica belga anche gli anni successivi giungendo entrambe le volte sul podio.
Fra i suoi principali risultati figurano vittorie e piazzamenti in corse quali la Mei Prijs Hoboken (secondo nel 1932, primo l'anno successivo e terzo nel 1938), il Kampioenschap van Vlaanderen (vinto nel 1929, mentre fu decimo nel 1934 e settimo nel 1936), e la Paris-Valenciennes (vinta nel 1939 e terzo nel 1938). Fu inoltre secondo nei campionati nazionali del 1937 dietro Karel Kaers.

## Palmarès
- 1927 (una vittoria)

Liegi-Bastogne-Liegi
- 1929 (una vittoria)

Kampioenschap van Vlaanderen - Koolskamp
- 1933 (una vittoria)

Groote Mei Prijs Hoboken
- 1936 (una vittoria)

Circuit de Flandre centrale
- 1937 (G. Ronsse Cycles, tre vittorie)

GP De Schacht
GP Lucien Van Impe
GP Eugeen Roggeman - Stekene
- 1938 (La Nordiste, una vittoria)

GP De Schacht
- 1939 (Vandel - Hutchinson, una vittoria)

Paris-Valenciennes

### Altri successi
- 1927

Criterium di Hulst
- 1928

Criterium di Hulst
- 1930 (Génial Lucifer)

Criterium di Sint-Amandsberg
Kermesse di Nazareth
- 1931

Criterium di Harelbeke
Criterium di Evergem
- 1933

Criterium di Kriubeke
- 1934

Criterium di Oupeye
- 1935

Criterium di Harelbeke
- 1936

Wingene-Kampioenschap van West-Vlaanderen (kermesse)
Criterium di Berna
Criterium di Sint Kruis-Brugge
- 1937 (G. Ronsse Cycles)

Kermesse di Waregem
Kermesse di Poperinge
Kermesse di Boom
- 1939 (Vandel - Hutchinson)

Criterium di Blakenberge

## Piazzamenti
- Parigi-Roubaix

1939: 62º
- Liegi-Bastogne-Liegi

1927: vincitore
1928: 2º
1929: 3º